# Субпрефектура Моока
Субпрефектура Моока (порт. Subprefeitura da Mooca) — одна из 31 субпрефектур города Сан-Паулу, находится в центральной части города, формально является частью Юго-Восточного региона.
Общая площадь 35,2 км². Численность населения — 286 598 жителей.
Субпрефектура Моока состоит из 6 округов:
- Моока (Mooca)
- Татуапе (Tatuapé)
- Пари (Pari)
- Браз (Brás)
- Белен (Belém)
- Агуа-Роза (Água Rasa)